# 国民文庫
国民文庫（こくみんぶんこ）は、大月書店から発行されている日本語による文庫本の叢書である。

## 概要
1950年代なかば、マルクス・レーニン主義の文献を容易に読めるようにするという目的から、『マルクス＝エンゲルス選集』および『スターリン全集』を刊行していた大月書店、『レーニン選集』を刊行していた社会書房、毛沢東などの中国共産党関係書を刊行していた三一書房が、それぞれの著作を担当して「国民文庫社」の名称で共同刊行をはじめたが、大月書店が『レーニン全集』の刊行をはじめた事と、三一書房の撤退により、大月書店の単独刊行となった。
大月書店は、『マルクス＝エンゲルス全集』『レーニン全集』『スターリン全集』を刊行していたので、その内容の文庫本という性格をもつこととなり、長く科学的社会主義の文献の学習のテキストとして用いられた。
その後、1970年代からは、「現代の教養」版を刊行し、各種の自然科学や社会科学の文献、教育論の本を刊行した。この中では、百ます計算を主唱した岸本裕史『見える学力、見えない学力』が評判になった。

## 形式
- 0番台 - マルクス・エンゲルスの著作
- 100番台 - レーニンの著作
- 200番台 - スターリンの著作
- 300番台 - 毛沢東など中国の著作
- 400番台 - ヨーロッパの共産党関係の著作
- 700番台 - ソビエト大百科の項目
- 800番台 - 「現代の教養」版・教育書